# أيكون أيه 5
أيكون أيه 5 هي طائرة برمائية أمريكية من إنتاج شركة أيكون إيركرافت.حلق النموذج التجريبي للطائرة لأول مرة في 2008 وبدأ إنتاج الطائرة في 2016.